# Coonoora biceratops
Genre
Espèce
Coonoora biceratops, unique représentant du genre Coonoora, est une espèce d'opilions eupnois de la famille des Sclerosomatidae.

## Distribution
Cette espèce est endémique du Tamil Nadu en Inde. Elle se rencontre vers Coonoor .

## Description
La femelle holotype mesure 5 mm

## Publication originale
- Roewer, 1929 : « On a collection of Indian Palpatores (Phalangiidae) with a revision of the continental genera and species of the sub-family Gagrellinae Thorell. » Records of the Indian Museum, vol. 31, no 2, p. 107–159 (texte intégral).